# Mitt sanna jag
Mitt sanna jag är en svensk komediserie från 1995 med Lill Lindfors och Brasse Brännström. Den sändes ursprungligen i TV4 under perioden 17 oktober–19 december 1995.

## Handling
Serien, som utspelades endast på två scener, handlar om sångartisten Sanna Solman (Lindfors), och hennes liv hemma och på arbetet på en tv-kanal där hon uppträder med ett eget program. På arbetet förekommer bland annat storrökande kapellmästaren Melin, producenten Max samt hans kärlek, "chefens" praktiserande och lyckligt intelligensbefriade dotter Malin, homosexuelle skräddaren Kjell samt den turkiske städaren Kemal ("den lille turken"), som alla försöker göra det bästa för sitt kära tv-program. Hemma får man även följa Sannas make, den vimsige flygkaptenen Lasse (Brännström), samt barnen tonårsdottern Flisan och sonen Alex, som trots sin späda ålder (9–10 år) visar tecken på att bli en framgångsrik bankman då han lånar ut pengar mot ränta samt idkar inkasso och utmätning av obetalda skulder. 

## Kritik
Serien fick redan från första programmet hård kritik för usla skådespelarinsatser, trots att det rörde sig om namnkunniga aktörer. Även manuset, som enligt kritikerna verkade helt obearbetat, fick utstå mothugg, och serien lades ner efter första säsongen.
Serien har i efterhand blivit en så kallad kultserie och har ett högt betyg på Internet Movie Database. En spinoff planeras till 2021.  
[uppföljning saknas]

## Medverkande
- Lill Lindfors - Sanna Solman
- Brasse Brännström - Lasse Solman
- Zandra Zättlin - Flisan Solman
- Fredrik Ådén - Alex Solman
- Pär Ericson - Melin
- Mårten Klingberg - Max
- Sven Strömmersten-Holm - Kjell
- Madeleine Elfstrand - Malin
- Renzo Spinetti - Kemal